# 1813 no Brasil
Esta é uma cronologia dos acontecimentos do ano 1813 no Brasil.

## Eventos
- 28 de fevereiro: Revolta de escravos para ocupação de Salvador, esmagado pelas forças legais.

## Nascimentos
- 28 de Dezembro - Irineu Evangelista de Souza (Barão de Mauá), empresário, industrial, banqueiro e político brasileiro (m. 1889)